# Calceolaria meyeniana
Calceolaria meyeniana är en toffelblomsväxtart. Calceolaria meyeniana ingår i släktet toffelblommor, och familjen toffelblomsväxter.

## Underarter
Arten delas in i följande underarter:
- C. m. cheiranthoides
- C. m. glabrata
- C. m. meyeniana
- C. m. nahuelbutae